# Haven
Haven е петият дългосвирещ студиен албум на шведската група Dark Tranquillity, издаден през 2000. Стилово, той продължава да развива промените, въведени в предния им албум, Projector. Това предизвиква критики от феновете на традиционния мелодичен дет метъл.

### Бонус песни
- Cornered (в японската версия)

### Клипове
- ThereIn (в първото луксозно издание и японската версия)

1. ↑  Информация за албума